# 大花红山茶
大花红山茶（学名：Camellia magniflora）是山茶科山茶属的植物。分布于中国大陆的湖南等地，生长于海拔800米至12,000米的地区，一般生长在常绿林中，目前尚未由人工引种栽培。